# ポーランド継承戦争 (1587年-1588年)
ポーランド継承戦争 （ポーランド語: Wojna domowa w Rzeczypospolitej, Wojna o koronę）またはハプスブルク・ポーランド戦争は、1587年から1588年にかけて、ポーランド王・リトアニア大公位をめぐってスウェーデン王子ジグムント3世ヴァーサを推す派閥とハプスブルク家のマクシミリアン3世・フォン・エスターライヒが争った戦争。マクシミリアン3世はポーランド・リトアニア共和国の首都クラクフ攻略に失敗した後、ビチナの戦いで敗れて降伏、ジグムント3世が王位を獲得した。この戦争では、ジグムント3世派のヤン・ザモイスキが宰相・王冠領大ヘトマンとして政軍両方で多大な功績を上げた。 

## 背景
1586年、ポーランド王ステファン・バートリが死去したことに伴い国王自由選挙が行われ、ヴァーサ家のスウェーデン王子（後にスウェーデン王にも即位）ジグムント3世とハプスブルク家のフォーダーエスターライヒ大公マクシミリアン3世が候補となった。両陣営ともポーランド内に大きな支持基盤を持っており、前者は宰相・王冠領大ヘトマンヤン・ザモイスキやポーランド首座主教（グニェズノ大司教）スタニスワフ・カルンコフスキが、後者は大貴族ザボロウスキ家が支援していた。以前からザモイスキとザボロウスキ家の間には確執があり、両陣営の対立は日増しに深まっていった。
ジグムント3世は、叔母であり先王ステファン・バートリの妃だった女王アンナの支持も受けて、1587年8月19日に国王に選出され、空位期間中にインテルレクスとして王権を代行していたスタニスワフ・カルンコフスキの承認も受けた。しかしマクシミリアン3世とその支持者たちは選挙結果を受け入れず、3日後の8月22日にマクシミリアン3世こそ正統な王であると宣言した。ザボロウスキ家は強訴を仕掛け、数人の死者と多数の負傷者を出す混乱の中で選挙が終わった。ここで退けば、領土没収や威信の失墜、さらには反逆罪による死など大きな代償を支払うことになるとわかっていた両陣営は、互いの主張を取り下げなかった。
この時点で、ジグムント3世もマクシミリアン3世もポーランド・リトアニア共和国外にいたが、自分が王に選出された（という宣言があった）ことを知り相前後してポーランドに向かった。スウェーデンを発って9月28日にグダニスクに上陸したジグムント3世は約2週間の滞留ののちクラコフへ向かい、12月9日に到着して27日に戴冠式を挙げた。

## 戦争
マクシミリアン3世は武力に訴えることを選択してオーストリアから軍を率いて侵攻し、ポーランドやハンガリーの支持者を吸収しながらクラコフへ向かった。ここにポーランド継承戦争が勃発した。彼はリュボフニャを占領し、1587年後半にクラクフを包囲した（クラクフ包囲戦）が、ザモイスキに跳ね返された。マクシミリアン3世は一旦後退して兵を集めなおそうとしたが、ジグムント3世派の軍の妨害を受けた。そうしているうちに彼はザモイスキの追撃を受けてビチナの戦いで敗北を喫し、降伏した。継承戦争はジグムント3世派の勝利に終わった。

## その後
マクシミリアン3世はザモイスキの「客」として13か月拘束されたのち、教皇シクストゥス5世が派遣した使節の仲介により釈放された。1589年3月9日にビトム・ベンジン条約が調印され、マクシミリアン3世はポーランド王位を正式に放棄し、彼の兄の神聖ローマ皇帝ルドルフ2世はロシアやスウェーデンとの間で対ポーランド同盟を結ばないことを約束させられた。戦争初期にマクシミリアン3世に占領されていたリュボフニャもポーランドに返還された。1598年にマクシミリアン3世は自身にポーランド王位請求権があると言い出したが、ハプスブルク側は宗教改革進展による情勢不安、ポーランド側はスウェーデン継承問題というそれぞれの国内問題を抱えており、両国の間の軍事的緊張が再び高まることはなかった。